# Amarachi Obiajunwa
Amarachi Favour Obiajunwa (sinh ngày 10 tháng 10 năm 1989) là một nữ đô vật tự do đến từ Nigeria, người đã tham gia Thế vận hội Olympic. 
Tại Thế vận hội Mùa hè 2008, cô đã tham gia cuộc thi đấu vật 72 kg tự do của nữ. Cô đã thua trong trận chung kết với Ali Bernard từ Hoa Kỳ. Tại Thế vận hội Mùa hè 2012, cô lại thi đấu trong môn đấu vật 72 kg tự do nữ, và bị đánh bại trong mười sáu cuối cùng bởi Wang Jiao của Trung Quốc. 